# Mortemer, Seine-Maritime

Mortemer este o comună în departamentul Seine-Maritime, Franța. În 1 ianuarie 2022 avea o populație de 90 de locuitori.